# Gefährten (Theaterstück)

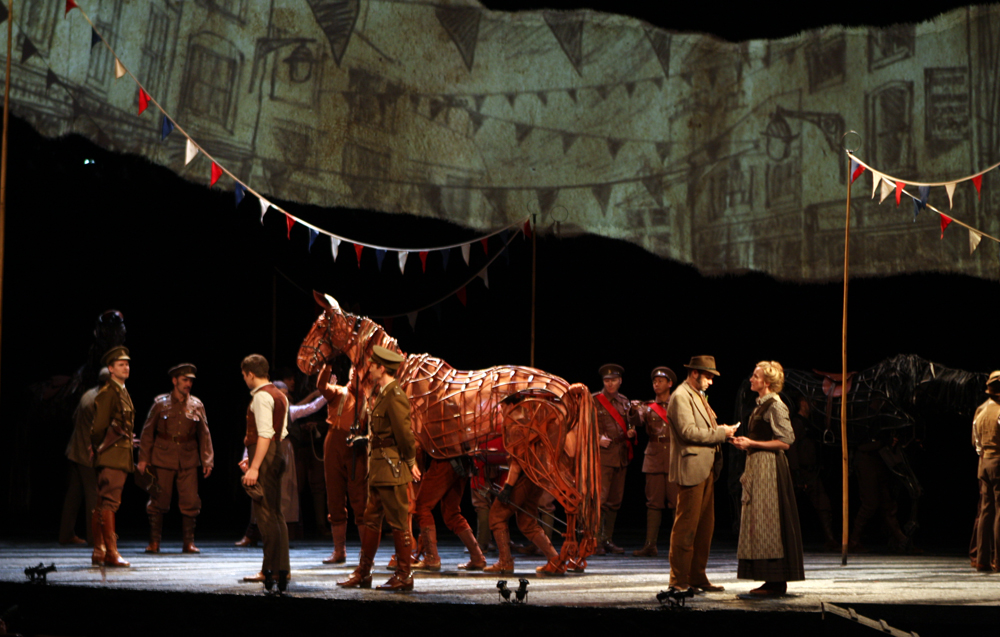
Aufführung im Lyric Theatre, Sydney

Gefährten (im englischen Original War Horse) ist ein Theaterstück vom britischen Dramatiker Nick Stafford, eine Adaption des Romans Schicksalsgefährten (im Original ebenfalls War Horse) von Michael Morpurgo. Die deutsche Fassung des Stücks stammt von John von Düffel.

## Hintergrund
Das Stück wurde für das National Theatre entwickelt und hatte dort am 17. Oktober 2007 Premiere. Nach zwei erfolgreichen Spielzeiten wurde es 2009 ans West End transferiert und lief dort ab März 2009 am New London Theatre. Ursprünglich dachte der Autor der Romanvorlage Michael Morpurgo, man müsse „verrückt sein“, um zu versuchen, ein Bühnenstück aus seinem Bestseller von 1982 zu machen. Das Stück wurde jedoch schnell zu einem großen Erfolg.
Die West-End- und Broadway-Produktionen wurden von Marianne Elliott und Tom Morris geleitet, die Choreographie der Pferdepuppen stammte von Toby Sedgwick. Elementarer Bestandteil der Theaterproduktion sind rund 20 Theaterpuppen der Handspring Puppet Company aus Kapstadt. Für diese Figuren wurde Handspring 2011 in New York mit einem Tony Award ausgezeichnet.
Vom 20. Oktober 2013 bis zum 28. September 2014 war die deutschsprachige Erstaufführung im Theater des Westens in Berlin zu sehen, in einer Koproduktion von Stage Entertainment und dem britischen Royal National Theatre. Für die Hauptrollen konnten der Fernsehschauspieler Heinz Hoenig als Vater Ted verpflichtet werden, Philipp Lind für die Rolle des Albert, Matthias Renger als Billy und Silke Geertz als Rose. Für die Berliner Aufführung wurde außerdem ein völlig neues Team von Puppeteers gefunden, das Ende Juli 2013 mit den Proben anfing.
Nach dem großen Erfolg der Bühnenadaption folgte 2011 eine gleichnamige Filmadaption unter der Regie von Steven Spielberg.

## Handlung
In einem Dorf in Devon wird bei Ausbruch des Ersten Weltkrieges Joey, das geliebte Pferd des Bauernsohnes Albert Narracott, an die Kavallerie verkauft. Joey wird nach Frankreich verschifft und es beginnt eine außergewöhnliche Odyssee. Joey freundet sich mit Topthorn, einem anderen Armeepferd an, gerät unter feindlichem Feuer in Gefangenschaft und dient bald auch der deutschen Armee. Aber Albert kann sein Pferd Joey nicht vergessen. Noch nicht alt genug, um in die Armee einzutreten, begibt er sich auf eine gefährliche Mission, um ihn zu finden. Er kämpft sich auf der Suche nach seinem Pferd durch die Gräben und Gasangriffe des Ersten Weltkriegs und wird schließlich verwundet. Auf einer Krankenstation finden Albert und Joey wieder zusammen. Sie kehren gemeinsam zurück nach Devon.